# Khâm thiên giám Giám phó
Khâm thiên giám Giám phó (欽天監監副, Vice Director of the Imperial Observatory) là vị phó quan Khâm thiên giám tại Việt Nam.
Nguyên đây là chức Tư thiên giám Giám phó.
Thời Nguyễn, do Tư thiên giám đổi tên thành Khâm thiên giám, nên chức Tư thiên giám Giám phó được biết với tên mới là Khâm thiên giám Giám phó. Thời Minh Mạng, trật Tòng ngũ phẩm.